# Boris Iofan
Boris Iofan (rusky Борис Михайлович Иофан; 28. duben 1891 Oděsa – 11. březen 1976 Moskva) byl sovětský židovský architekt. Je představitelem socialistického realismu a autor projektů Dům na nábřeží (1931) a Palác sovětů, který nikdy nebyl dokončen. Mezi jeho práce patří také stanice metra Baumanskaja v Moskvě.
V roce 1970 získal ocenění Lidový architekt SSSR. Je nositelem Stalinovy ceny II. třídy (1941).
Studoval v Oděse a v Římě. Do Ruska se vrátil v roce 1924. Projektoval sovětský pavilon na světové výstavě v Paříži (1937) spolu se sochou „Dělník a kolchoznice“ od Věry Muchinové.
Je pochován v kolumbáriu na Novoděvičím hřbitově v Moskvě.

## Vyznamenání
- Leninův řád
- Řád rudého praporu práce – 1938 – za úspěšnou práci na stavbě sovětského pavilonu na Světové výstavě v Paříži v roce 1937
- Medaile Za udatnou práci za Velké vlastenecké války 1941–1945
- Pamětní medaile 800. výročí Moskvy
- Stalinova cena II. třídy – 1941 – za architektonický návrh pavilonu SSSR na Světové výstavě v Paříži v roce 1937
- Lidový architekt SSSR – 1970
- Zasloužilý stavitel RSFSR – 1966